# Chlorotachina flaviceps
Chlorotachina flaviceps là một loài ruồi trong họ Tachinidae.